# Баку (кинотеатр)
«Баку» — бывший кинотеатр в Москве в районе Аэропорт Северного административного округа. Построен в 1974 году по проекту архитекторов И. Н. Волкова, Э. В. Смолина, Л. Я. Фадеевой и инженера В. Анненковой. В оформлении здания использованы мотивы традиционной азербайджанской архитектуры. Первоначально имел один кинозал на 800 мест и широкоформатный экран. К 2017 году в кинотеатре было три зала: «большой» — на 600 мест, «зелёный» — на 70 мест и «синий» — на 60 мест. Кинотеатр располагался по адресу: улица Усиевича, 12/14. В 2019 году кинотеатр был снесён в рамках реконструкции. На его участке построен торговый центр «Место встречи Баку».

## История
Здание кинотеатра строилось по проекту архитекторов мастерской № 2 управления «Моспроект-1» И. Н. Волкова, Э. В. Смолина, Л. Я. Фадеевой и инженера В. Анненковой. Строительство осуществляли рабочие СУ-5 Фрунзенского ремстройтреста. Кинотеатр был открыт 5 марта 1974 года. В то время в Москве существовала традиция посвящать новые кинотеатры союзным республикам. Так кинотеатр на улице Усиевича получил название «Баку».
Летом 1974 года в кинотеатре было открыто кафе «Восточные сладости» — филиал кафе «Аист». Кафе было рассчитано на 35 посетителей. Меню разрабатывали кондитеры под руководством шеф-повара ресторана «Баку» М. Д. Абишева.
В середине 1980-х в кинотеатре действовало 7 киноклубов и кинолекториев, среди которых «Школа автолюбителя» и «Кино детям».
В советское время кинотеатр «Баку» был государственным, а в 1991 году его сделали муниципальным предприятием. Финансирование из городского бюджета прекратилось, и кинотеатр стал испытывать трудности. Часть помещений заняли арендаторы. Чтобы улучшить финансовое положение предприятия, директор кинотеатра Людмила Седова предложила азербайджанской общине проводить в кинотеатре свои собрания. На этих собраниях часто присутствовал посол Азербайджана в России Рамиз Ризаев. При его содействии в первой половине 2000-х годов в кинотеатре был проведён ремонт. В 2004 году отремонтированный кинотеатр «Баку» отмечал своё 30-летие.
В кинотеатре периодически собирались представители коммунистической оппозиции. Там проводились конкурсы «Песни Сопротивления», вечера, посвящённые дню рождения И. В. Сталина и другим памятным советским датам. По пятницам в кинотеатре проходили встречи ветеранов района Аэропорт.
В 2004 году, когда в Москве проходил съезд Всероссийского Азербайджанского Конгресса, некоторые делегаты посетовали, что на Тверской улице больше нет ресторана «Баку». Мэр Юрий Лужков на это ответил «Зато есть кинотеатр «Баку», берите!». Такой широкий жест не нашёл поддержки у многих политиков. «Что-то вы раскидываетесь московской собственностью», — отреагировал президент Владимир Путин. В итоге азербайджанская диаспора так и не получила кинотеатр в собственность.
В 2005 году появились планы установить в сквере у кинотеатра «Баку» памятник президенту Азербайджана Гейдару Алиеву. Против этого активно выступило Движение против нелегальной иммиграции. Совместно с жителями района движение провело несколько митингов. 19 сентября 2006 года комиссия по монументальному искусству Московской городской думы приняла решение не устанавливать памятник.
В 2007 году кинотеатр «Баку» был передан на праве хозяйственного ведения ГУП Москвы «Московское кино», которое заключило договора аренды с ООО «Киноконцертный комплекс Баку». В 2008 году у кинотеатра был организован рынок с пристройкой к зданию торговых рядов. Этот рынок был ликвидирован управой района как незаконный. В 2014 году кинотеатр был приобретён на аукционе компанией «Эдисонэнерго».
В 2017 году «Баку» попал в городскую программу реконструкции кинотеатров. Планируется перестроить его в районный многофункциональный центр. Проект реконструкции предполагает сооружение четвёртого и минус первого этажа. На четвёртом этаже будет размещён мультиплекс, второй и третий этажи займут галереи с торговыми помещениями, на минус первом этаже будет супермаркет. Главный вход в реконструированный кинотеатр будет со стороны улицы Усиевича, там будет просторное остеклённое фойе. После реконструкции площадь здания составит 12 763 м². 2 ноября 2019 года начался снос здания кинотеатра.

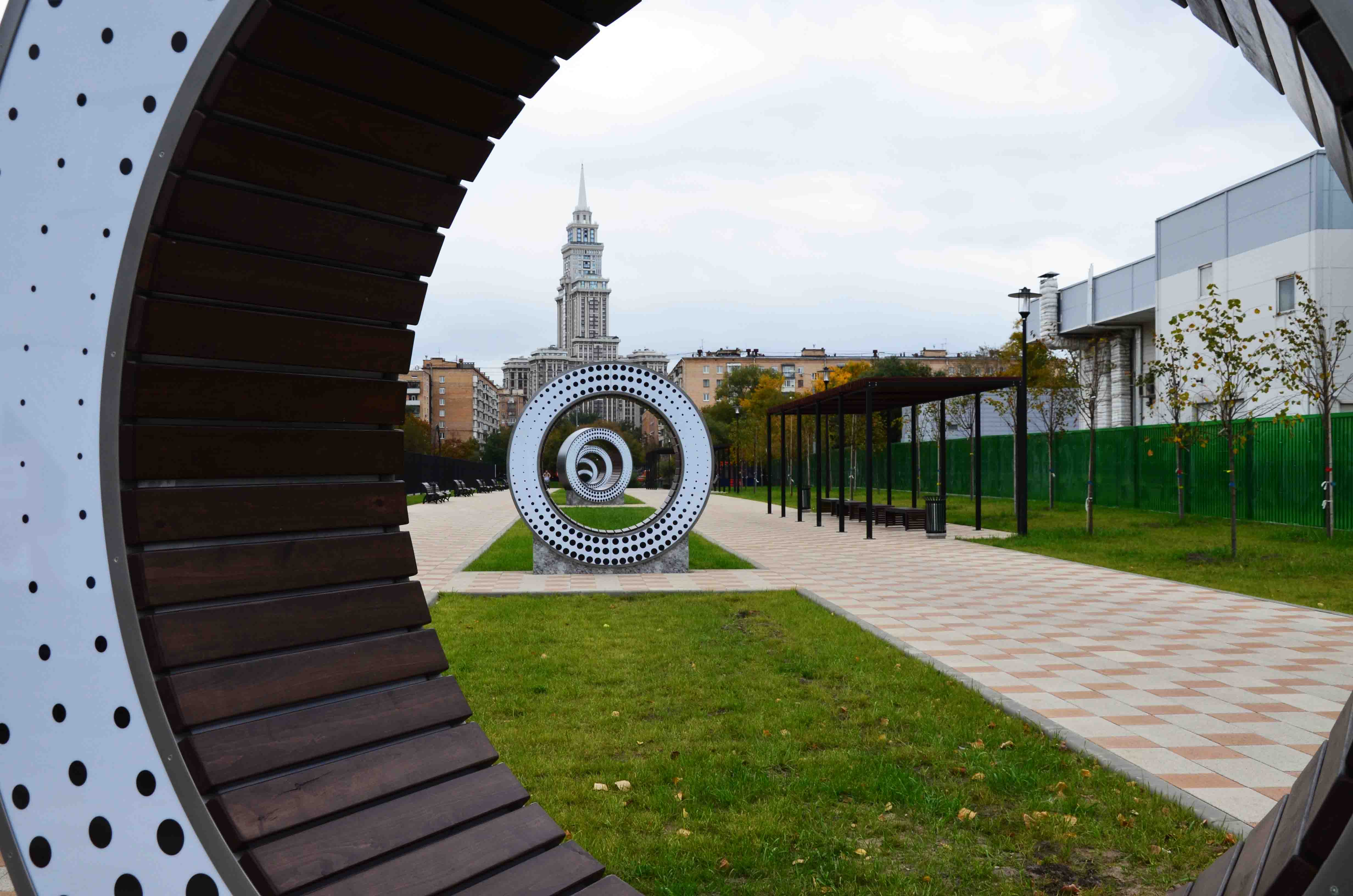
Скамейки-«турбины» в сквере у районного центра «Баку», 2021 год

В 2021 году после благоустройства по программе «Мой район» открылся сквер рядом с будущим районным центром. На Амбулаторном пруду установлены плавающие светодинамические фонтаны и домики для птиц. На набережной есть фонари и скамейки. В северной части сквера, уровнем выше, обустроена аллея с шестью круглыми скамейками с подсветкой в форме турбин двигателя самолета Як (созвучно названию района Аэропорт),  качели-скамейки под навесами, воркаут-площадка и площадка для игры в панна-футбол. Для детей в западной части есть две игровые площадки – для малышей с качелями-гнездами, паутинкой и песочницей и для детей постарше с тарзанкой, горками, скалодромом, балансирами, качелями-гнездами и в форме змейки из каната. В восточной части сквера находится сцена с танцполом и несколькими рядами сидений, а также пространство с шезлонгами. 

## Архитектура
Архитекторы взяли за основу типовой проект кинотеатра и не привнесли существенные изменения в его помещения. В то же время они смогли осуществить оригинальное объемно-планировочное построение, сочетающее дополнительные функциональные удобства и яркий индивидуальный облик здания.
Кинотеатр задумывался как общественный центр района, он расположен в глубине жилой застройки вдалеке от станций метро, и рядом с ним нет интенсивного транспортного движения. Рядом находится сквер и небольшой Амбулаторный пруд. Окружающая застройка достаточно разнородна, к тому же рядом находится построенное в 1960-х годах здание крытого Ленинградского рынка. Кинотеатр был сооружён на берегу пруда на углу улиц Усиевича и Асеева. Асимметричное в плане здание имеет несколько различных фасадов. Сложная объемно-пространственная композиция здания включает террасы, галереи, открытые площадки и лестницы, сходы к воде. Главный вход находится со стороны улицы Асеева. Широкая лестница ведёт к главному фойе. Здание опоясывает открытая галерея, соединённая лестницами с цокольным этажом. Кинотеатр облицован травертином светлого тона, а также ракушечником.
Несмотря на достоинства проекта, архитектор Н. Пекарева в своей статье в ежегоднике «Архитектурное творчество СССР» критически отзывалась об оформлении кинотеатра, сделанном по мотивам традиционных азербайджанских построек. По её мнению стрельчатая арка, ниши и другие мотивы азербайджанской архитектуры выглядят как ненужная декорация и были сделаны только для того, чтобы оправдать название кинотеатра.